# Patinação artística na Universíada de Inverno de 2013 - Individual feminino
A competição individual feminino da patinação artística na Universíada de Inverno de 2013 foi realizada na Trento Ghiaccio Arena, em Trentino, Itália. O programa curto foi disputado no dia 14 de dezembro e a patinação livre no dia 15 de dezembro.

## Medalhistas
| Ouro   | RUS Sofia Biryukova   |
| Prata  | ITA Valentina Marchei |
| Bronze | RUS Sofia Mishina     |

## Resultados

### Geral
| Medalha de ouro                      | Sofia Biryukova    | Rússia        | 161.91 | 58.37 (1)  | 103.54 (2) |
| Medalha de prata                     | Valentina Marchei  | Itália        | 160.18 | 53.61 (3)  | 106.57 (1) |
| Medalha de bronze                    | Sofia Mishina      | Rússia        | 154.89 | 51.67 (5)  | 103.22 (3) |
| 4                                    | Jelena Glebova     | Estônia       | 152.92 | 51.98 (4)  | 100.94 (4) |
| 5                                    | Saya Ueno          | Japão         | 146.21 | 55.79 (2)  | 90.42 (6)  |
| 6                                    | Mari Suzuki        | Japão         | 136.47 | 49.13 (7)  | 87.34 (7)  |
| 7                                    | Maria Artemieva    | Rússia        | 133.08 | 50.00 (6)  | 83.08 (10) |
| 8                                    | Roberta Rodeghiero | Itália        | 132.68 | 42.15 (10) | 90.53 (5)  |
| 9                                    | Anna Khnychenkova  | Ucrânia       | 128.72 | 41.38 (11) | 87.34 (8)  |
| 10                                   | Francesca Rio      | Itália        | 128.32 | 43.40 (9)  | 84.92 (9)  |
| 11                                   | Daša Grm           | Eslovênia     | 124.21 | 44.00 (8)  | 80.21 (11) |
| 12                                   | Candice Didier     | França        | 120.84 | 40.83 (12) | 80.01 (12) |
| 13                                   | Nicole Graf        | Suíça         | 116.91 | 39.52 (13) | 77.39 (13) |
| 14                                   | Alexandra Kunová   | Eslováquia    | 108.63 | 34.05 (18) | 74.58 (14) |
| 15                                   | Sonia Lafuente     | Espanha       | 104.30 | 34.97 (17) | 69.33 (15) |
| 16                                   | Jiao Yunya         | China         | 102.24 | 39.45 (14) | 62.79 (17) |
| 17                                   | Crystal Kiang      | Taipé Chinesa | 99.07  | 33.20 (19) | 65.87 (16) |
| 18                                   | Nika Ceric         | Eslovênia     | 98.15  | 36.38 (15) | 61.77 (20) |
| 19                                   | Anastasia Yalovaia | Ucrânia       | 96.62  | 35.88 (16) | 60.74 (21) |
| 20                                   | Birce Atabey       | Turquia       | 92.24  | 30.43 (20) | 61.81 (19) |
| 21                                   | Pina Umek          | Eslovênia     | 91.38  | 29.31 (21) | 62.07 (18) |
| 22                                   | Mary Ro Reyes      | México        | 86.23  | 28.84 (22) | 57.39 (22) |
| 23                                   | Mirna Libric       | Croácia       | 81.49  | 27.82 (23) | 53.67 (23) |
| 24                                   | Priscila Alavez    | México        | 71.87  | 27.38 (24) | 44.49 (24) |
| Não avançaram para a patinação livre |                    |               |        |            |            |
| 25                                   | Kim Falconer       | África do Sul | —      | 23.85 (25) |            |
| 26                                   | Christina Grill    | Áustria       | —      | 21.46 (26) |            |

Legenda
| Recorde mundial      | Recorde mundial (World record)               |                       | Recorde africano                      | Recorde africano (African) |                                           | Q | Classificado por posição (Qualified) |
| Recorde olímpico     | Recorde olímpico (Olympic record)            | Recorde da América    | Recorde da América (Americas)         | q                          | Classificado por melhor tempo (Qualified) |   |                                      |
| Melhor marca do ano  | Melhor marca do ano (World leading)          | Recorde asiático      | Recorde asiático (Asian)              | DNS                        | Não largou (Did not start)                |   |                                      |
| Recorde nacional     | Recorde nacional (National record)           | Recorde europeu       | Recorde europeu (European)            | DNF                        | Não terminou (Did not finish)             |   |                                      |
| Recorde pessoal      | Recorde pessoal do atleta (Personal best)    | Recorde da Oceania    | Recorde da Oceania (Oceania)          | DSQ / DQ                   | Desclassificado (Disqualified)            |   |                                      |
| Recorde da temporada | Recorde da temporada do atleta (Season best) | Recorde sul-americano | Recorde sul-americano (South America) | NM                         | Sem marca (No mark)                       |   |                                      |